# 约什·布恩 (导演)
喬許·布恩（英語：Josh Boone，1979年4月5日—）是一位美国电影导演和编剧。首部作品是2012年编剧并执导的《困在愛中》。第二部作品为2014年改编自同名小说的《生命中的美好缺憾》。

## 简历
布恩編寫並執導了他的第一部電影《困在愛中》，該電影於2012年9月在多倫多國際電影節上首映。 它於2013年7月在美國以有限的劇院發行。同年2月，布恩被聘請導浪漫喜劇電影《生命中的美好缺憾》。 它在第二年發布，得到評論家的積極評價。電影獲得了許多提名和獎項。 他目前正致力於改編斯蒂芬金的小說《莉西的故事》。
2014年2月25日，布恩被聘請編寫並指導改編史蒂芬金的恐怖小說末日逼近，與華納兄弟合作，同年11月，布恩透露，他計劃將他的改編分為四部長篇劇情片，以保持金龐大小說的世界觀。 布恩還於2014年8月與環球影城進行了早期會談，撰寫並指導了作家安妮·莱斯的吸血鬼紀事中的第二部小說《吸血鬼黎斯特》。 電影改編是為了結合系列中第二和第三本書的元素。然而，由於環球公司沒有續簽莱斯的工作選項，該項目將不會向前發展。
2015年5月13日，他與20世紀福斯公司達成協議，共同編寫和指導電影《變種人》，這是一個獨立的衍生作品，擴展了X戰警電影系列。

## 作品年表
| 年   | 作品             | 導演 | 編劇 | 監製 | 備註       |
| ---- | ---------------- | ---- | ---- | ---- | ---------- |
| 2012 | 困在愛中         | 是   | 是   |      | 導演處女作 |
| 2014 | 生命中的美好缺憾 | 是   |      |      |            |
| 2016 | 我們所有的       |      | 是   | 行政 |            |
| 2020 | 變種人           | 是   | 是   |      | 後期製作   |
| 2020 | 末日逼近         | 是   | 是   |      | 10集迷你劇 |

僅限執行製片人
- 廢紙板拳擊手 (2016)
- 马蹄铁理论 (2017) (短片)
- 猫与月亮 (2018)